# میکابی، شیزوئوکا
میکابی، شیزوئوکا (به لاتین: Mikkabi) یک منطقهٔ مسکونی در ژاپن است که در ناحیه چوبو واقع شده‌است. میکابی ۱۶٬۰۵۹ نفر جمعیت دارد.